# Mezoregion Baixo Amazonas

Mezoregion Baixo Amazonas

Mezoregion Baixo Amazonas – mezoregion w brazylijskim stanie Pará, skupia 14 gmin zgrupowanych w trzech mikroregionach. Liczy 341.968,4 km² powierzchni.

## Mikroregiony
- Almeirim
- Óbidos
- Santarém